# Abc-sejtés
Az abc-sejtés két matematikai állítás összefoglaló neve, melyet David Masser (1985) és Joseph Oesterlé (1988) fogalmazott meg. Az egyik sejtés szerint az abc-számhármasok „minőségének” van egy maximális értéke. A másik sejtés pedig ezen minőségértékek számosságára tesz még szigorúbb kijelentést.
Az abc-sejtések kiemelt fontosságúak, mert egy sor másik matematikai sejtést lehet segítségükkel bizonyítani, vagy a már meglévő bizonyítások válhatnának egyszerűbbekké.
2012 szeptemberében Mocsizuki Sinicsi, a Kiotói Egyetem matematikusa azt nyilatkozta, hogy 500 oldalas tanulmányában sikerült bizonyítania a sejtés gyengébb állítását.
A sejtés pontos megértéséhez először meg kell ismerkedni az abc-számhármasok fogalmával és ezek néhány tulajdonságával.

## abc-számhármasok
Az abc-számhármas három olyan különböző pozitív egész szám, melyre igaz a következő három állítás mindegyike:
1. {\displaystyle a+b=c}.
2. Az a és b számok relatív prímek, azaz nincs 1-nél nagyobb közös osztójuk. (Az első két feltétel következménye, hogy mind a három szám relatív prím.)
3. A c szám nagyobb, mint a három szám prímosztóinak szorzata (tehát abc radikálja, jele rad(abc)).

Végtelen sok ilyen abc-számhármas van. A bizonyításhoz tekintsük az a = 1, b = 9n − 1, c = 9n számhármasokat, ahol n nullánál nagyobb egész. Ha minden n értékre abc-számhármast kapunk, igazoltuk, hogy végtelen sok ilyen számhármas létezik.
Mielőtt a bizonyítást elkezdenénk, lássunk be egy segédtételt: b = 9n − 1 mindig osztható 8-cal.
Ehhez egy bizonyítási út az indukciós bizonyítás. n = 1 esetén b = 8, ami osztható nyolccal, az állítás igaz. Tegyük fel, hogy n = k-ra az állítás igaz, vagyis 9k − 1 osztható 8-cal.
Vizsgáljuk az n = k + 1 esetet: b = 9k + 1 − 1 = 9 · 9k − 1 = 9 · 9k − 1 − 9 + 9, hiszen ha ugyanazt a számot elvesszük és hozzáadjuk, az egyenlőség nem változik. Ezek után megváltoztatom az összeg tagjainak sorrendjét, amit szabadon megtehetek az összeadás kommutatív tulajdonsága miatt: b = 9 · 9k − 9 − 1 + 9. Az összeadás első két tagjából kiemelek 9-et, második két tagjánál pedig elvégzem az összeadást: b = 9 · (9k − 1) + 8. Az összeg első tagja osztható 8-cal az indukciós feltétel miatt, a második tagnál nyilvánvaló. Így b is osztható 8-cal, mivel az összeg minden tagja osztható vele.
Ennyi előkészítés után visszatérhetünk tételünk bizonyításához:
Az nyilvánvaló, hogy az a és b legnagyobb közös osztója 1, és az a + b = c feltétel teljesül.
Mivel b osztható 8-cal, így b = 23 · m. A radikálnak a definícióból közvetlen következő tulajdonsága szerint rad(m) ≤ m. (Az egyenlőség négyzetmentes számok esetében áll fenn.) Ezért rad(b) ≤ 2 · m. rad(a) = 1 és rad(c) = 3. Mivel a, b, c páronként relatív prímek, rad(abc) = rad(a) · rad(b) · rad(c). Ezért rad(abc) ≤ 2 · 3 · m. Viszont c = 8 · m + 1, így igazolt, hogy c > rad(abc). Így beláttuk, hogy minden n értékre a, b, c egy abc-számhármas.

## Az abc-számhármasok minősége
Az abc-számhármasokhoz hozzárendelhetünk egy mutatószámot (jele "q"). Ennek kiszámítása a harmadik feltételben is szereplő radikál segítségével történik, jele rad(abc). A minőség az a szám, ahányadik hatványra emelve a radikált, megkapjuk "c"-t.
Képlettel leírva: {\displaystyle rad(abc)^{q}=c}. Amiből következik, hogy a minőség számítása: {\displaystyle q=\log(c)/\log(rad(abc))}.
Mivel az abc-számhármasok esetén a c szám mindig nagyobb, mint a radikál, a minőség mindig nagyobb, mint 1.

## Az abc-sejtés állításai
A matematikusok azt vették észre, hogy az abc-számhármasok minőségértéke minden esetben elég alacsony szám. 1,63-ot elérő számhármast még senki sem talált. A gyengébbik sejtés pontosan ezt fogalmazza meg: az abc-számhármasok minősége egy konkrét számértéket sosem halad meg. (Hogy mi ez a számérték, az már másodlagos kérdés, általában 2-nél kisebb számra gondolnak.)
A második, erősebb állítás pedig így hangzik: Bármilyen minőség-értéket választunk is ki, csak véges sok annál nagyobb minőségű számhármas létezik.
Fogalmazzuk meg az állítást formálisan is: Minden ε > 0 számhoz létezik egy K > 0 konstans, hogy minden abc-számhármashoz (ahol a,b,c pozitív egész számok, a és b relatív prímek és a+b=c) teljesül: c < K * rad(abc)1+ε. (q > 1+ε jelöli azt a minőség értéket, ami szerint a tétel állítása szerint csak véges sok magasabb minőségű a,b,c számhármas van. Definíció szerint q=log(c)/log(rad(abc)) ezért log(c)>(1+ε)*log(rad(abc)); a logaritmus tulajdonságait figyelembe véve így log(c)>log(rad(abc)1+ε). Mivel a logaritmus függvény szigorúan monoton, így c > rad(abc)1+ε.); Viszont mivel a tétel állítása szerint az egyenlőtlenség jobb oldalának van maximuma, így található olyan K ('elegendően kicsi') konstans, hogy a tétel szerinti egyenlőtlenség teljesüljön. Ez egy szép példa arra, amikor a matematikában különben elkerülhetetlen formalizálás nehezebben érthetővé teszi a mögötte lévő gondolati lényeget.)
Még egy megjegyzés a formalizáláshoz: Egyes szakirodalmakban az egyenlőtlenség felírása meg van fűszerezve abszolút érték jelekkel, illetve előfordul a MAX(a,b,c) kitétel is. Ezekre az a+b+c=0 formalizmus esetén van szükség, amit az első (Masser és Oesterlé) abc-sejtésről szóló publikációk alkalmaztak. Ez logikailag teljesen egyenértékű az itt használt a+b=c formalizmussal.
Ha az erősebb állítás igaz, igaz a gyengébb is. Ha a gyengébb nem igaz, nem igaz az erősebb sem. Végül lehetséges, hogy csak a gyengébb igaz, az erősebb nem.
Ezek után felírhatjuk, hogy pontosan minek az igazolását jelentette be Mocsizuki Sinicsi:
Max(a,b,c)<= K * rad(abc)L alkalmas K, L konstansokra - ami a sejtés gyengébb formájának az egyik változata.

## Számítási példák
Keressünk abc-számhármast! Vegyünk két különböző pozitív egész számot (a-t és b-t), adjuk őket össze és megkapjuk c-t! Legyen a = 16, b = 17, vagyis c = 33.
Az első feltétel tehát ezzel adott. A második feltétel ellenőrzéséhez fel kell bontani a három számot prímtényezőire:
a = 2 · 2 · 2 · 2
b = 17 (önmagában prím, nem bontható tovább)
c = 3 · 11
Látható tehát, hogy közös prímtényező semelyik két számban nem fordul elő. A 16-osban csak 2-es prímtényező van, a 17-esben csak a 17-es, a 33-asban pedig a 3-as és 11-es, nincs köztük átfedés sehol.
Végül nézzük a harmadik feltételt! Ehhez ki kell számítani abc radikálját. Vesszük az összes előforduló prímosztót, a 2-t, 17-et, 3-at és 11-et, és összeszorozzuk őket. A radikál tehát: 2 · 17 · 3 · 11 = 1122. Mivel ez nagyobb, mint a c szám, a harmadik feltétel nem teljesült, ez nem egy abc-számhármas.
Próbálgatásokkal is rájöhetünk, hogy a legtöbb számhármas nem abc-számhármas.
Vegyünk azért egy pozitív példát is: a = 5, b = 27, vagyis c = 32. Prímtényezők:
a = 5 (önmagában prím, nem bontható tovább)
b = 3 · 3 · 3
c = 2 · 2 · 2 · 2 · 2
Látjuk, hogy közös prímosztójuk nincs, a második feltétel teljesül. A radikál értéke 5 · 3 · 2 = 30. Ez tehát kisebb, mint a c szám, tehát találtunk egy abc-számhármast.
Nézzük meg, mekkora ennek a számhármasnak a minősége (8 tizedesjegyre kerekítve): q = log (32) / log (30) = 1,50514997 / 1,47712125 = 1,01897523, tehát 1-nél alig nagyobb érték.
A legnagyobb minőségű abc-számhármast Eric Reyssat találta 2004-ben. Itt a = 2, b = 6436341, c = 6436343. Prímtényezőjük:
a = 2
b = 3 · 3 · 3 · 3 · 3 · 3 · 3 · 3 · 3 · 3 · 109
c = 23 · 23 · 23 · 23 · 23
A radikál tehát 2 · 3 · 109 · 23 = 15042, ami pedig jóval kisebb a c számnál.
Számoljuk ki a minőséget: q = log(6436343) / log(15042) = 6,80863918 / 4,17730558 = 1,62991168. Ennél nagyobb minőséget eddig még nem találtak.

## Kis radikálú példák
Az ε > 0 kikötésre szükség van, mivel végtelen sok a, b, c hármas van, amire rad(abc) < c. Egyszerű példa a következő:
a = 1
b = 26n − 1
c = 26n
ahol a és c egy kettes szorzó erejéig járul hozzá a radikálhoz, és mivel b osztható 9-cel, azért rad(abc) < 2c/3. A 6n kitevőt módosítva b-nek nagyobb négyzetosztói lesznek. Például, ha 6n helyett p(p-1)n-et írunk, ahol p prímszám, akkor b osztható lesz p2-tel, mivel 2p(p-1) ≡ 1 (mod p2) és 2p(p-1) - 1 tényezője lesz b-nek. A legnagyobb minőségű hármasok alább láthatók; a legnagyobb minőséget Eric Reyssat találta (Lando & Zvonkin 2004, p. 137):
a = 2
b = 310 109 = 6 436 341
c = 235 = 6 436 343
rad(abc) = 15 042
aminek minősége 1,6299.

## Számítógépes módszerek
2006-ban a hollandiai Leideni Egyetem és a Kennislink tudományos intézet elindította az ABC@Home projektet, amely nyilvános számítógépes hálózat segítségével keresi az abc-számhármasokat. Az alábbi listát állították össze 2011-ben, és a munka jelenleg is folyik.
|          | q > 1    | q > 1,05 | q > 1,1 | q > 1,2 | q > 1,3 | q > 1,4 |
| -------- | -------- | -------- | ------- | ------- | ------- | ------- |
| c < 102  | 6        | 4        | 4       | 2       | 0       | 0       |
| c < 103  | 31       | 17       | 14      | 8       | 3       | 1       |
| c < 104  | 120      | 74       | 50      | 22      | 8       | 3       |
| c < 105  | 418      | 240      | 152     | 51      | 13      | 6       |
| c < 106  | 1268     | 667      | 379     | 102     | 29      | 11      |
| c < 107  | 3499     | 1669     | 856     | 210     | 60      | 17      |
| c < 108  | 8987     | 3869     | 1801    | 384     | 98      | 25      |
| c < 109  | 22316    | 8742     | 3693    | 706     | 144     | 34      |
| c < 1010 | 51677    | 18233    | 7035    | 1159    | 218     | 51      |
| c < 1011 | 116978   | 37612    | 13266   | 1947    | 327     | 64      |
| c < 1012 | 252856   | 73714    | 23773   | 3028    | 455     | 74      |
| c < 1013 | 528275   | 139762   | 41438   | 4519    | 599     | 84      |
| c < 1014 | 1075319  | 258168   | 70047   | 6665    | 769     | 98      |
| c < 1015 | 2131671  | 463446   | 115041  | 9497    | 998     | 112     |
| c < 1016 | 4119410  | 812499   | 184727  | 13118   | 1232    | 126     |
| c < 1017 | 7801334  | 1396909  | 290965  | 17890   | 1530    | 143     |
| c < 1018 | 14482059 | 2352105  | 449194  | 24013   | 1843    | 160     |

2012 szeptemberéig 23,1 millió abc-számhármast találtak, és bejelentették, hogy 1020 alatti "c"-re megtalálták az összeset.
|   | q      | a       | b         | c         | Felfedező                                             |
| - | ------ | ------- | --------- | --------- | ----------------------------------------------------- |
| 1 | 1,6299 | 2       | 310·109   | 235       | Eric Reyssat                                          |
| 2 | 1,6260 | 112     | 32·56·73  | 221·23    | Benne de Weger                                        |
| 3 | 1,6235 | 19·1307 | 7·292·318 | 28·322·54 | Jerzy Browkin, Juliusz Brzezinski                     |
| 4 | 1,5808 | 283     | 511·132   | 28·38·173 | Jerzy Browkin, Juliusz Brzezinski, Abderrahmane Nitaj |
| 5 | 1,5679 | 1       | 2·37      | 54·7      | Benne de Weger                                        |

## Elméleti eredmények
Az abc-sejtés feltételeiből következik, hogy c korlátozható az abc radikáljával, ami egy nemlineáris függvény. Emellett ismertek a következő exponenciális korlátok:
{\displaystyle c<\exp {\left(K_{1}\operatorname {rad} (abc)^{15}\right)}} (Stewart & Tijdeman 1986),
{\displaystyle c<\exp {\left(K_{2}\operatorname {rad} (abc)^{{\frac {2}{3}}+\varepsilon }\right)}} (Stewart & Yu 1991), és
{\displaystyle c<\exp {\left(K_{3}\operatorname {rad} (abc)^{{\frac {1}{3}}+\varepsilon }\right)}} (Stewart & Yu 2001).
ahol
- K1 egy alkalmasan megválasztott konstans, ami nem függ a-tól, b-től vagy c-től
- K2 és K3 csak ε-tól függ

Ezek a korlátok érvényesek minden hármasra, ahol c > 2.

## Következményei
Az abc-sejtés számos következménye között találhatók már ismert eredmények, és találhatók más sejtések is, amelyek az abc-sejtés bizonyítása esetén szintén bizonyítottá válnak.
- A nagy Fermat-tétel a legismertebb példa. Az abc-sejtés felhasználásával elemi módszerekkel is beláthatóvá válna n>5 esetére. Az n= 3,4,5 esetekre viszont régről ismertek elemi bizonyítások. (Granville  2002)
- A nagy Fermat-tétel általánosítása, a Fermat–Catalan-sejtés. (Pomerance 2008)
- A Thue–Siegel–Roth-tétel az algebrai számok diofantoszi approximációjáról.
- A Mordell-sejtés, ma a Faltings-tétel speciális esete. (Elkies 1991)
- Az Erdős–Woods-sejtés néhány ellenpéldát kivéve. (Langevin 1993)
- Végtelen sok nem-Wieferich-prím létezése. (Silverman 1988)
- A Marshall Hall-sejtés gyengítése négyzet- és köbszámok szétválasztására. (Nitaj 1996)
- A Legendre-szimbólum felhasználásával alkotott L(s,(−d/.)) Dirichlet-féle L függvénynek nincs Siegel-zérója. Ehhez azonban az abc-sejtés általánosabb formáját kellene belátni számtestekre. (Granville 2000)
- Ha P(x) polinomfüggvény, és x egész, akkor P(x)-nek csak véges sok teljes hatványa van legalább három egyszerű nullával.[5]
- A Tijdeman-tétel általánosítása {\displaystyle y^{m}\;=\;x^{n}\,+\,k} megoldásszámára, sőt, a Pillai-sejtés {\displaystyle Ay^{m}\;=\;Bx^{n}\,+\,k} megoldásszámára
- Ekvivalens a Granville–Langevin-sejtéssel
- Ekvivalens a módosított Szpiro-sejtéssel. (Oesterlé 1988).
- Minden egész A-ra véges sok megoldása van az n! + A= k2 egyenletnek. Dąbrowski (1996)

## Általánosításai
(Baker 1998) egy erősebb egyenlőtlenséget javasolt, ahol rad(abc)-t ε−ωrad(abc) helyettesíti, ahol ω a, b és c különböző prímosztóinak összesített száma.(Bombieri & Gubler 2006, p. 404).
Andrew Granville sejtése szerint a bal oldalra írhatnánk azt is, hogy O(rad(abc) Θ(rad(abc))), ahol Θ(n) azoknak az n-nél nem nagyobb egészeknek a száma, amelyeknek nincs más prímtényezői, mint n-nek.
(Browkin & Brzeziński 1994) megalkotta az n-sejtést, {\displaystyle n\,>\,2} egészekre.